# Lijepa Tena
Lijepa Tena (Vackra Tena) är en sång skriven av den kroatiske kompositören Tonči Huljić. Sången framfördes av Igor Cukrov och Andrea Šušnjara i Eurovision Song Contest 2009 i Moskva i Ryssland och hamnade på en artonde plats i finalen.